# ابيوس كلوديوس
أبيوس كلوديوس : هو رجل دولة روماني وقنصل، أحد أعضاء لجنة القضاة العشر التي أصدرت قوانين الألواح الإثنى عشر.